# دونالد تشالمرز
اللواء البحري دونالد بروس تشالمرز (بالإنجليزية: Donald Bruce Chalmers)‏ (ولد في 29 أبريل 1942 في يونغ، أستراليا) قائد كبير متقاعد من البحرية الملكية الأسترالية الذي شغل منصب رئيس البحرية من 1997 إلى 1999.

## النشأة
ولد تشالمرز في 29 أبريل 1942 في يونغ في ولاية نيوساوث ويلز لدونالد ليسلي تشالمرز وكونستانس (سابقا إيغلز).

## المسيرة المهنية
انضم تشالمرز إلى البحرية الملكية الأسترالية في عام 1958 واختار أن يتخصص في الملاحة. عمل في السفينة يارا ثم السفينة باراماتا خلال المواجهة الإندونيسية الماليزية في منتصف الستينيات واستمر في قيادة السفينة بيرث من 1981 إلى 1983. حصل على الميدالية الوطنية في عام 1977. في عام 1988 درس في الكلية الملكية للدراسات الدفاعية في المملكة المتحدة. تم تعيينه كموظف لأمر أستراليا في عام 1992 تقديرا لخدماته كقائد أول مجموعة مهام الملكية البحرية الأسترالية خلال حرب الخليج الثانية. عين القائد البحري لأستراليا في ديسمبر 1993 ومساعد رئيس قوة الدفاع المسؤول عن تطوير قوات الدفاع الأسترالية وعلاقات الدفاع الدولي في أبريل 1995 وأخيرا قائد البحرية في يوليو 1997. حصل على وسام الإستحقاق من قبل حكومة الولايات المتحدة في عام 1998 وتقاعد في يوليو 1999.